# Carlos Augusto de Holsácia-Gottorp
Carlos Augusto de Holsácia-Gottorp (em alemão:  Karl August von Schleswig-Holstein-Gottorf; Eslésvico, 26 de novembro de 1706 – São Petersburgo, 31 de maio de 1727) foi um príncipe alemão da Casa de Holsácia-Gottorp, noivo da grã-duquesa Isabel Petrovna da Rússia (filha do czar Pedro, o Grande), que morreu às vésperas da cerimônia de casamento.

## Biografia
Era o filho mais velho de Cristiano Augusto de Holsácia-Gottorp e Albertina Frederica de Baden-Durlach.
Depois que os dinamarqueses tomaram o castelo da família em Gottorp, seu pai garantiu sua eleição como bispo de Lübeck e se mudou com sua família para o Castelo Eitinsky, no território do bispado.
Após a morte de seu pai, em abril de 1726, o príncipe de dezenove anos tomou seu lugar como príncipe-bispo de Lübeck, mas morreu antes de ser consagrado.
No início do ano de 1727, um retrato da grã-duquesa Isabel Petrovna da Rússia foi enviado de São Petersburgo de à Lübeck. Carlos Augusto já conhecia a irmã mais velha da grã-duquesa, Ana Petrovna, que se casou com seu primo, o duque de Holsácia. Ele expressou sua vontade de se casar com ela e partiu para São Petersburgo para conhecer a futura noiva. O governo russo partiu do fato de que, apesar da insignificância das propriedades do príncipe, ele tinha boas chances de herdar o trono sueco, que poderia ficar vago a qualquer momento, e deu-lhe consentimento para o casamento. Os noivos aparentemente gostaram um do outro, mas no meio dos preparativos para o casamento, o príncipe Carlos Augusto ficou gravemente doente de varíola e  morreu. Seu corpo foi transportado por via marítima para a Catedral de Lübeck, onde foi enterrado na capela episcopal (ao lado de seu pai).
Sua noiva posteriormente se tornou a imperatriz Isabel da Rússia. Ela casou seu sobrinho Carlos Pedro Ulrico (futuro Pedro III da Rússia) com a sobrinha de seu falecido noivo, a princesa Sofia Frederica Augusta de Anhalt-Zerbst-Dornburg (futura Catarina II da Rússia).